# Earle Wheeler
Earle Gilmore "Bus" Wheeler, född 13 januari 1908 i Washington, D.C., död 18 december 1975 i Frederick, Maryland, var en fyrstjärning general i USA:s armé. 
Han var USA:s arméstabschef från 1962 till 1964 och USA:s försvarschef (Chairman of the Joint Chiefs of Staff) från 1964 till 1970.
Wheeler var en av nyckelpersonerna i spelet bakom kulisserna i Washington, D.C. under Vietnamkriget. Han är begravd på Arlingtonkyrkogården.